# Пестова, Марина Николаевна
Мари́на Никола́евна Песто́ва (род. 20 декабря 1964 года, Свердловск, РСФСР, СССР) — советская фигуристка, выступавшая в парном катании. В паре со Станиславом Леоновичем — трёхкратная чемпионка СССР, призёр чемпионатов Европы и мира. Заслуженный мастер спорта СССР (1982).

## Спортивная карьера
Начинала кататься в клубе СКА (Свердловск), затем с 1977 в паре со Станиславом Леоновичем тренировалась у Игоря Ксенофонтова, представляя клуб «Труд», а также у Нинель Дроновой. К 1977 году стала мастером спорта. С сезона 1977—1978 тренером пары стал Станислав Жук. Уже в декабре 1977 года они занимают 3-е место на турнире на призы газеты «Московские новости». На IV Зимней Спартакиаде народов СССР в Свердловске пара заняла 2-е место. Благодаря этим успехам, они попали в сборную СССР. На первом своём чемпионате мира пара исполнила сложнейшие поддержки на одной руке, две подкрутки — тройной лутц и тройной флип. В 1980 году на Чемпионатах Европы и мира впервые получили медали — бронзовые. С. А. Жук включил в произвольную программу две поддержки в четыре оборота (одна из них выполнялась на одной руке). После неудачной произвольной программы на чемпионате СССР в 1981, пара не попала в сборную и пропустила чемпионаты Европы и мира.
Однако, уже в следующем году они проводят свой самый удачный сезон — выигрывают чемпионат СССР и занимают 2-е места на чемпионатах Европы и мира (1982). Во многом это удалось благодаря усложнению программы, в которую был включена сложнейшая подкрутка-аксель в три с половиной оборота. После второй победы на Чемпионате СССР, на Чемпионате мира 1983 года Пестова — Леонович выступили неудачно (партнёрша приземлилась на две ноги на выбросе- тройной сальхов и прыжке двойной аксель, в результате чего их не засчитали) и пара завершила любительскую карьеру.
Стройная, хрупкая, невысокая Марина Пестова, и наоборот, высокий, атлетичный Станислав Леонович удивительно гармонично смотрелись на льду как пара, и соответственно, делали ставку именно на парные элементы — сложнейшие разнообразные поддержки (в произвольной программе 1977/1978 были исполнены семь поддержек!) и подкрутки, тодесы и др.
Вошёл в историю и показательный номер с участием двух пар: Черкасовой — Шахрая и Пестовой — Леоновича (а затем даже трёх пар, в том числе Першиной — Акбарова), двигавшихся на льду и исполнявших элементы синхронно (на муз. «Песенка о медведях» А. Зацепина).
После окончания любительской карьеры Пестова выступала в многочисленных шоу, затем — ведущая актриса театра на льду Татьяны Тарасовой «Все звёзды».
С 1997 года — солистка ледового балета «Disney on ICE». В настоящее время вместе с супругом М. Акбаровым работает тренером в «Rockville Ice Arena» (Роквилл, Мэриленд, США).

## Личная жизнь
Марина Пестова замужем за советским фигуристом Маратом Акбаровым. В 1986 году у пары родилась дочь Анжела.

## Спортивные достижения
| Соревнования/Сезон      | 1977—1978 | 1978—1979 | 1979—1980 | 1980—1981 | 1981—1982 | 1982—1983 |
| ----------------------- | --------- | --------- | --------- | --------- | --------- | --------- |
| Зимние Олимпийские игры |           |           | 4         |           |           |           |
| Чемпионаты мира         | 7         | 5         | 3         |           | 2         | 6         |
| Чемпионаты Европы       | 7         | 4         | 3         |           | 2         |           |
| Чемпионаты СССР         |           | 2         | 1         | 4         | 1         | 1         |